# V6プラス
v6プラスとは、株式会社JPIX（旧JPNE）をVNE事業者とする、IPv4/IPv6インターネット接続サービスの総称である。
日本のNTT東西のフレッツ網で提供されるIPv6接続サービスの一方式である「インターネット (IPv6 IPoE) 接続」に対応している。

## 特徴
2022年1月現在、本サービスに対応している機器は、NTT東西の提供する「v6プラス」対応ホームゲートウェイ（ひかり電話対応ルーターの一部機種）や「v6プラス」対応ブロードバンドルーター（ヤマハ、BUFFALO、IO DATA、NECプラットフォームズ等の一部機種）などがある。

## 仕組み
IPoE方式によるIPv6インターネット接続とともに、MAP-E方式によるトンネリング (IPv4 over IPv6) を使用して、IPv6接続を介したIPv4接続を提供する。
ひかり電話対応ホームゲートウェイ（ルータ機能内蔵）利用ユーザーの場合、NTT東西が事業者向けに提供しているソフトウェア配信サービス「フレッツ・ジョイント」を使用して、対応ホームゲートウェイ（HGW）上のソフトウェアをリモートアップデートすることで、HGWがMAP-E対応CPEとして機能するようにする必要がある。

## 注意点
多くのISPは、v6プラスでは一部のサービスが利用できない場合があると注意喚起している。以下は、利用できないサービスの例である。
- IP電話 (050) サービス
  - 技術的な仕様で利用できないのではなく、電話サーバーとの通信がIPv4で行われること、050電話サービス上でPPPoEを必須とすること[8]やネットワーク管理面でアドレス空間や事業者をまたがないようにするための制限等による。
- 固定IPサービス
  - v6プラスにも固定IPサービスがあるが[9]、ISPが従来提供していたPPPoEの固定IPアドレスは共用できないISPも存在する。ただし、アンバンドルであれば共存できる。
- 一部通信型ゲームなど、特定ポートを使用するサービス[10]や複数のユーザでIPアドレスを共有すると利用できないサービス。
  - アプリケーションの実装がアドレス共有に対応していないための制限で、v6プラスやMAP-Eの仕様上の制限ではない。
- 特定のプロトコル（PPTP、SCTP）を利用するサービス[11]
  - ポート番号に相当する共有識別子がないプロトコルが利用できないMAP-Eの仕様上の制限。
- その他、IPv4グローバルアドレスを共有するネットワークでは利用できないサービス
  - アプリケーションの実装がアドレス共有に対応していないための制限。
- IPv4アドレスの割当は実質半固定IP
  - IPv6とのマッピングで連動するためIPv6の制限事項である半固定的割当となり[12]、ユーザーによるONU、HGW、ルーターを再起動しても変更できない。

今現在、従来のIDとパスワードを利用したPPPoE接続とは併用できないISPがほとんどである。また、利用できる場合でも別途料金が発生するISPがある。

## 対応プロバイダ
- Tigers-net.com (アイテック阪急阪神)
- MAGMA光 (インターネットMAGMA)
- @nifty (ニフティ)
- GMOとくとくBB (GMOとくとくBB)
- 21Company (21Company)
- アピオン (アピオン)
- HAL (ウイル)
- 晴れの国ネット (シックス)
- JANIS (長野県協同電算)
- KISNET (創風システム)
- Gaming+ (ゲーミングプラス) (ネットフォレスト)
- DMM光 (DMM.com)
- So-net (So-net)
- オープンサーキット (オープンサーキット)
- タムネット (tam.ne.jp)
- BIGLOBE (BIGLOBE) ※2017年7月に新規受付を終了し、以降の申し込みは自社設備を利用した「IPv6オプション」への申し込みとしている[13]。v6プラスはそれ以前に申し込み済みのユーザーに提供。